# Parafia Wniebowzięcia Najświętszej Maryi Panny w Węgorzynie
Parafia pw. Wniebowzięcia Najświętszej Maryi Panny w Węgorzynie – rzymskokatolicka parafia należąca do dekanatu Łobez, archidiecezji szczecińsko-kamieńskiej, metropolii szczecińsko-kamieńskiej. Siedziba parafii mieści się w Węgorzynie przy ulicy Grunwaldzkiej.

## Kościół parafialny
Kościół Wniebowzięcia Najświętszej Maryi Panny w Węgorzynie

## Kościoły filialne i kaplice
- Kościół św. Mikołaja Biskupa w Brzeźniaku[1]
- Kościół Matki Bożej Królowej Polski w Brzeźnicy[1]
- Kościół św. Mateusza Apostoła w Gardnie[1]
- Kaplica Matki Bożej Częstochowskiej w Podlipcach[1]
- Kościół św. Marii Magdaleny w Przytoniu[1]
- Kościół Podwyższenia Krzyża Świętego w Rogówku[1]
- Kościół Chrystusa Króla w Starym Węgorzynku[1]